# Astragalus kusnetzovii
Astragalus kusnetzovii là một loài thực vật có hoa trong họ Đậu. Loài này được Popov ex Kovalevsk. miêu tả khoa học đầu tiên.